# Лассен, Матиас
Матиас Лассен (дат. Matias Lassen; род. 15 марта 1996, Рёдовре, Копенгаген) — датский хоккеист защитник клуба Шведской хоккейной лиги «Мальмё Редхокс» и сборной Дании.

## Карьера
В хоккей начинал играть в родном Рёдовре. Два сезона Лассен выступал за местную команду «Рёдовре Майти Буллз». В 2015 году юный защитник перебрался в Швецию. В своем дебютном сезоне датчанин вместе с «Лександом» в Шведскую хоккейную лигу. Однако закрепиться в элите он не смог, после чего хоккеист вновь отправился в Аллсвенскан. Там он удачно выступил за «Муру». По итогам сезона Лассен вместе со своей новой командой вернулся в SHL.

## Сборная
Выступал за различные юношеские и молодежную сборную страны. В 2017 году Матиас Лассен дебютировал за Данию на чемпионате мира в Германии.